# Білоозерськ (Бурятія)
Білоозерськ (рос. Белоозёрск) — село Джидинського району, Бурятії Росії. Входить до складу Сільського поселення Білоозерське.
Населення — 1011 осіб (2015 рік).
Засноване 1927 року.